# Chiaramonti
Chiaramonti (adaptación italiana del topónimo sardo) o Tzaramonte (en sardo y cofficialmente; en gallurés Chjaramonti) es un municipio de Italia de 1.792 habitantes en la provincia de Sassari, región de Cerdeña.
Se encuentra situado en la región histórica de Anglona, a 25 km al este de Sassari. En su territorio se encuentran los restos del castillo medieval de Doria de la familia genovesa homónima, construido entre los siglos XII y XIII.
En su casco histórico se erige la iglesia del Carmen y la de María Magdalena; de la época nurágica cabe mencionar la nuraga «Ruju».

## Evolución demográfica
| Gráfica de evolución demográfica de Chiaramonti entre 1861 y 2001 |
|                                                                   |
| Fuente ISTAT - elaboración gráfica de Wikipedia                   |